# Sericorema
Sericorema es un género de fanerógamas con dos especies pertenecientes a la familia Amaranthaceae.

## Especies
A continuación se brinda un listado de las especies del género Sericorema aceptadas hasta julio de 2011, ordenadas alfabéticamente. Para cada una se indica el nombre binomial seguido del autor, abreviado según las convenciones y usos.
- Sericorema remotiflora Lopr.
- Sericorema sericea (Schinz) Lopr.